# Козлицек, Эрнст
Эрнст Козлицек (нем. Ernst Kozlicek; 27 января 1931 года, Вена — 16 августа 2023 года, неизвестно) — австрийский футболист, полузащитник. Выступал за сборную Австрии. Старший брат нападающего Пауля Козлицека.

## Клубная карьера
Родился 27 января 1931 года в Вене, Австрия. Выступал в составе клуба «Адмира Вена», затем вместе с братом два сезона был игроком ЛАСК.
Считался игроком с техничным дриблингом, завершил карьеру в составе клубов Швехат и «Штурм». Скончался 16 августа 2023 года, у него остались жена и две дочери.

## Международная карьера
14 ноября 1954 года в товарищеском матче против сборной Венгрии Эрнст дебютировал в составе сборной Австрии. 30 сентября 1956 года в поединке против Люксембурга он забил дебютный гол за сборную.
В 1958 году в составе сборной Австрии Кельбасса принял участие в чемпионате мира в Швеции. На турнире он сыграл в матчах против СССР и Англии.
| Матчи Козлицека за сборную Австрии | Матчи Козлицека за сборную Австрии | Матчи Козлицека за сборную Австрии | Матчи Козлицека за сборную Австрии | Матчи Козлицека за сборную Австрии | Матчи Козлицека за сборную Австрии |
| ---------------------------------- | ---------------------------------- | ---------------------------------- | ---------------------------------- | ---------------------------------- | ---------------------------------- |
| №                                  | Дата                               | Соперник                           | Счёт                               | Голы                               | Соревнование                       |
| 1                                  | 14 ноября 1954                     | Венгрия                            | 4:1                                | —                                  | товарищеский матч                  |
| 2                                  | 25 марта 1956                      | Франция                            | 3:1                                | —                                  | товарищеский матч                  |
| 3                                  | 15 апреля 1956                     | Бразилия                           | 3:2                                | —                                  | товарищеский матч                  |
| 4                                  | 17 июня 1956                       | Югославия                          | 1:1                                | —                                  | товарищеский матч                  |
| 5                                  | 30 сентября 1956                   | Люксембург                         | 0:7                                | 71′                                | отбор на ЧМ 1958                   |
| 6                                  | 25 мая 1957                        | Нидерланды                         | 3:2                                | —                                  | отбор на ЧМ 1958                   |
| 7                                  | 15 сентября 1957                   | Югославия                          | 3:3                                | —                                  | товарищеский матч                  |
| 8                                  | 25 сентября 1957                   | Нидерланды                         | 1:1                                | —                                  | отбор на ЧМ 1958                   |
| 9                                  | 29 сентября 1957                   | Люксембург                         | 3:0                                | 48′                                | отбор на ЧМ 1958                   |
| 10                                 | 11 июня 1958                       | СССР                               | 0:2                                | —                                  | ЧМ 1958                            |
| 11                                 | 15 июня 1958                       | Англия                             | 2:2                                | —                                  | ЧМ 1958                            |